# 南惠特利 (印地安納州)
南惠特利（英語：South Whitley）是一個位於美國印地安納州惠特利縣的城鎮。

## 人口
根據2010年美國人口普查的數據，南惠特利的面積為2.25平方千米，當中陸地面積為2.25平方千米，而水域面積為0.00平方千米。當地共有人口1753人，而人口密度為每平方千米779人。